# Ovidio Vezzoli
Ovidio Vezzoli (ur. 2 stycznia 1956 w Adro) – włoski duchowny katolicki, biskup Fidenzy od 2017.

## Życiorys
Święcenia kapłańskie otrzymał 14 czerwca 1980 i został inkardynowany do diecezji Brescii. Po kilkuletnim stażu wikariuszowskim został skierowany do pracy w kurialnym sekretariacie ds. liturgii. W latach 1991–1999 był sekretarzem biskupim, jednocześnie wykładając liturgikę w diecezjalnym seminarium (gdzie pracował do 2011). W kolejnych latach pracował w instytucie nauk religijnych.
17 marca 2017 papież Franciszek mianował go ordynariuszem diecezji Fidenza. Sakry udzielił mu 2 lipca 2017 biskup Luciano Monari.